# تيد إيفانز (موظف مدني)
تيد إيفانز (بالإنجليزية: Ted Evans)‏ هو موظف مدني أسترالي، ولد في 4 مارس 1941 في إبسوتش في أستراليا.